# Dietrich Thoms (Schauspieler, 1924)
Dietrich Thoms (* 11. Oktober 1924 in München; † um 1984) war ein deutscher Schauspieler und Opernsänger (Bassbariton).

## Leben
Thoms wurde im Zweiten Weltkrieg schwer verwundet. Er spielte zwischen 1955 und 1977 am Residenztheater München. Hier wurde er in zeitgenössischen Theaterkritiken als der „bairischste Berliner“ bezeichnet. Ebenso war er als  Opernsänger (Bassbariton) auf den Bühnen tätig, eindrucksvoll war hier vor allem seine Darstellung des Holländers im Fliegenden Holländer von Richard Wagner.
Dietrich Thoms ist nicht mit dem gleichnamigen Schauspieler Dietrich Thoms, der diesen Namen nur als Künstlernamen verwendete, zu verwechseln, der ebenfalls in München als Schauspieler wirkte. Aufnahmen in historischen Lexika belegen eindeutig, dass es sich um zwei verschiedene Personen handelt. Auch widersprüchliche Altersangaben können als Hinweis dienen.